# Psychotria suerrensis
Psychotria suerrensis là một loài thực vật có hoa trong họ Thiến thảo. Loài này được Donn.Sm. miêu tả khoa học đầu tiên năm 1899.